# Petar Tradonik
Petar Tradonik, Petar Tradenik (Pietro Tradonico, lat. Petrus Tradonicus; Pula, ? – Mletci, 13. rujna 864.), bio je 18. dužd Mletačke republike. Bio je ratnik, a ne administrator.
Podrijetlom je iz ugledne puljske plemićke obitelji koja se doselila u Mletke. Izabran je za mletačkoga dužda prekinuvši tako dinastiju Partecipazija. Odmah nakon svojeg izbora imenovao je sina Giorgija suvladarom. Pošto je Giorgio umro prije njega, nije uspio u namjeri da zadrži duždovsku službu u obitelji sukcesijom. Bio je analfabet, a mletački državni arhivi još uvijek čuvaju neke dokumente koji sadržavaju njegov signum manus, uočljiv na dokumentima na mjestu potpisa. Sukobio se sa Saracenima oko Barija i Taranta, a koji su uspješno porazili Mletke u boju kraj Suska (otočića južno od Pule), pa je stoga uz nedostatnu sreću ratovao s piratima koji su plovili vodama Jadrana. Ratovao je i protiv Slavena, pa je 839. godine krenuo velikom flotom protiv Neretvana da ih kazni zbog pljačkanja i ubijanja nekoliko mletačkih trgovaca koji su se vraćali iz Beneventa 834. – 835. S hrvatskim knezom Mislavom koji je vladao Dalmacijom sklopio je mir kao i s neretvanskim princom Družakom (Drosaico, Marianorum judice). Njegov vojni pohod na Neretvane iz 840. nije uspio izgubivši više od 100 ljudi pa se morao vratiti u Mletke. Neretvani su nastavili sukobljavati se s njim, pa su 846. provalili u Mletke i opustošili susjedni lagunski grad Kaorle. Tradonicovu je vlast ipak priznao Lotar I. koji je od Lotarova pakta iz 840. godine priznao neovisnost Mletaka i njihove vlasti nad lagunom sve do acquas salsas, što je Bizant priznao prije toga, imenovavši ga svojim spatarijem (lat. spatharius) i hipatom (lat. hypatus).
Godine 863. car Ludovik II. stigao je u Mletke, no čini se da je tek od duždovanja Pietra Tradonica mletačka moneta izbacila naziv imperatora Zapada, zamijenivši ga s Criste salva Venecias.
Ubijen je 13. rujna 864. na izlazu s mise za godišnjicu posvete crkve sv. Zaharije, te je u atriju iste crkve pokopan. Urotnici su procesuirani i osuđeni, neki na smrtnu kaznu, a neki na progon.

## Vanjske poveznice
|  | Zajednički poslužitelj ima još gradiva o temi Pietra Tradonica |

- Istarska enciklopedija: Tradonico, Pietro